# Menina com Regador
Menina com Regador é uma pintura a óleo sobre tela do pintor impressionista francês Pierre-Auguste Renoir datado de 1876. A pintura mostra uma menina com um vestido azul e laço vermelho, lábios vermelhos e um regador verde.
O vestido bem como a fita do cabelo da criança têm uma aparência aveludada. Há folhas, flores e grama atrás da menina com um sorriso leve, que transmite inocência. Essa é uma das pinturas favoritas dos aficionados por Renoir. Tudo indica que o artista conhecia a criança, já que uma das suas características era retratar momentos que vivia no seu cotidiano.
A pintura está em exposição na Galeria Nacional de Arte, em Washington D.C..